# Jonna Malmgren
Jonna Malmgren, född 21 juni 2001 i Hörby, är en svensk brottare som tävlar i fristil.

## Karriär
Malmgren har vunnit guld vid Europamästerskapen i brottning både 2022 och 2023. Vid samma mästerskap år 2024 tog hon silver, och vid U23-EM tog guld. Vid världsmästerskapen i brottning kom hon på femte plats.